# Единкинское сельское поселение
Единкинское сельское поселение — сельское поселение в Тернейском районе Приморского края.
Административный центр — село Перетычиха.

## История
Статус и границы сельского поселения установлены Законом Приморского края от 6 августа 2004 года № 133-КЗ «О Тернейском муниципальном районе»

## Население
| 2006 | 2010 | 2011 | 2012 | 2013 | 2014 | 2015 |
| ---- | ---- | ---- | ---- | ---- | ---- | ---- |
| 292  | ↘252 | ↘251 | ↘241 | ↘234 | ↘226 | ↗230 |
| 2016 | 2017 | 2018 | 2019 | 2020 |      |      |
| ↘225 | ↘218 | →218 | ↘205 | ↘199 |      |      |

## Состав сельского поселения
В состав сельского поселения входят 2 населённых пункта:
| № | Населённый пункт | Тип населённого пункта       | Население |
| - | ---------------- | ---------------------------- | --------- |
| 1 | Единка           | село                         | ↘17       |
| 2 | Перетычиха       | село, административный центр | ↘235      |

## Местное самоуправление
Глава администрации: Полищук Елена Владимировна
Адрес: 692167, с. Перетычиха, ул. Школьная, 18 
Телефон: 8 (42374) 36-4-41